# Panaxia balcanica
Panaxia balcanica là một loài bướm đêm thuộc phân họ Arctiinae, họ Erebidae.